# Ormetica luteola
Ormetica luteola là một loài bướm đêm thuộc phân họ Arctiinae, họ Erebidae.